# رشته‌کوه آلیوتی
رشته‌کوه آلیوتی (انگلیسی: Aleutian Range) رشته‌کوه بزرگی در جنوب غربی آلاسکا است که از دریاچه چاکاچامنا تا جزیره اونیماک در انتهای شبه‌جزیره آلاسکا گسترده شده‌است. رشته‌کوه آلیوتی همه کوه‌های این شبه‌جزیره را در خود جای داده و به دلیل وجود آتشفشان‌های فعال در آن که بخشی از کمان آلیوتی هستند، اهمیت ویژه‌ای دارد. طول بخش اصلی این رشته‌کوه حدود ۱۰۰۰ کیلومتر است. جزایر آلیوتی از نظر زمین‌شناختی ادامه غربی این رشته‌کوه است که بخشی از آن به زیر آب رفته و تا ۱٬۶۰۰ کیلومتر دیگر ادامه یافته‌است. با این حال به صورت رسمی رشته‌کوه آلیوتی فقط کوه‌ها و قله‌های واقع در سرزمین اصلی و جزیره اونیماک را شامل می‌شود. تقریباً تمامی رشته‌کوه به صورت طبیعت وحش بدون جاده است. دسترسی به پارک و منطقه حفاظت شده ملی کتمای که پارک ملی بزرگی در این منطقه است نیز نیازمند قایق یا هواپیما است.